# ArttenCorp
Arttencorp (Artten Corporation Management S.A.C.) es una empresa de servicios y tecnologías de la información peruana con operaciones en varios países de América, Europa y Oceanía. Es una empresa que forma parte del conglomerado empresarial de ArttenCorp. 

## Historia

### Inicio y Fundación
La empresa inició sus operaciones en el 2018 bajo la denominación de ArtReality & Co, como empresa de prestación de servicios tecnológicos y digitales para la pequeña y mediana empresa. Comenzó ofreciendo sus servicios en Estados Unidos en el estado de Florida (Miami). A finales del 2019 la empresa pasaría por una etapa de recesión debido a los cambios en los mercados en los que ingresaría y a la fuerte competencia por parte del mercado indio. 

### Etapa de Expansión
Durante los años 2021 al 2022 ArtReality & Co experimentaría un crecimiento exponencial al aliarse con Sparked Host LLC, una compañía de prestación de servicios de alojamiento de videojuegos, web y empresarial para la cual trabajaría indefinidamente como Agencia de Diseño y Marketing asociada. 
Durante los años posteriores también fue contratada por Modern Hosting LLC y Easy Minecraft Hosting LLC. 
En el año 2023 ArtReality & Co cambió su tipo de empresa a Sociedad Anónima Cerrada (S.A.C) con 3 inversores y siendo su razón social Artten Corporation Management S.A.C. (Arttencorp), iniciando sus operaciones en el mercado peruano en ese mismo año. 
Expandió su zona de servicio a toda América enfocandose también en Latinoamérica, así como también consiguió presencia en Europa y Australia, asociandose a la empresa de videojuegos mi Soul Gain Studios LLC y a otras compañías medianas de alojamiento web. Asimismo creó tres marcas asociadas. ArttenDesign, siendo su marca principal y agencia de tecnologías; ArttenShop, una agencia de importaciones y ArttenLab, de prestación de servicios biotecnológicos para empresas y laboratorios. 
La empresa fue transferida a AS Laboratorios Control Biológico S.A.C casi en su totalidad en abril de 2025 debido a un periodo financiero crítico. Se cambió su directorio y ahora ofrece como principal rubro nacional la administración de empresas. Actualmente funca como principal operador de el sistema de ventas, control y modificación genética de AS Labs.

## Distinciones
- ArttenCorp participó del concurso de financiación del estado peruano Proinnovate por una suma de S/.60.000 soles peruanos. [5]
- Participó y ganó el concurso de asesoramiento y financiación del estado peruano por medio de la Incubadora de Empresas de la Universidad Nacional de Trujillo, participando en su portafolio en el 2024. [6]